# Vilim Svečnjak
Vilim Svečnjak (Zagreb 12. srpnja 1906.  - Zagreb, 3. lipnja 1993.), hrvatski akademski slikar i grafičar.

## Životopis
Otac Vilima Svečnjaka (Ivan), rođen je 1881. godine u selu Sveti Petar Konoba, Kotar Krapina. Natjeran bijedom krenuo je, kao petnaestogodišnji dječak, u svijet. Uputio se prema Beču i propješačio cijeli put, zaustavljajući se u pojedinim mjestima Slovenije i Austrije, gdje se prihvaćao raznih poslova kod seljaka i obrtnika da bi preživio i ostvario svoju namjeru. Tako je putem naučio slovenski i njemački te izučio dva zanata.
Prispjevši u Beč imao je sreću da bude primljen kod uglednog fotografa, kod kojeg je u redovnom roku završio nauk i postao vrstan pomoćnik. Bistar i radoznao, za boravka u Beču posjećivao je kazališne predstave i koncerte, čitao dnevnu i periodičnu štampu i s posebnom pažnjom pratio politička zbivanja u domovini.
1883.	Rođena je Katarina Kolenko, majka Vilima Svečnjaka, u selu Greda, kraj Maruševca. Kao desetogodišnju djevojčicu, prihvaća je poznata plemićka obitelj Vraniczany, koja je tada obitavala u Zagrebu, u palači u kojoj se danas nalazi Moderna galerija i Kabinet grafike HAZU. Tu je mala Katica pomagala u kuhinji i tijekom godina postala vrsna kuharica.
1904.	Po povratku u Zagreb, Ivan Svečnjak upoznaje Katicu Kolenko i stupa s njom u brak.
1906.	12. srpnja rodio im se sin Vilim koga zovu Vilko. Obitelj stanuje u prizemnici, u Ilici 210. U blizini otac otvara skromni fotografski atelje.
1908. Na nagovor očevog prijatelja, obitelj seli u Čabar. Prema uvjeravanju tog prijatelja, u cijelom Gorskom kotaru nema fotografa, što je sjajna prilika za dobru zaradu. Obitelj se nastanjuje u samom središtu Čabra. U prostranom dvorištu otac gradi atelje sa staklenim krovom, koji se svake zime pod teretom snijega urušava, ali ga otac svakog proljeća obnavlja.
1912.	Nasuprot kuće, u kojoj je živjela obitelj Svečnjak, na malom središnjem trgu, nalazila se krčma Franje Vrusa i trgovina mješovite prekomorske kolonijalne robe. Vrusova pivnica bila je okrenuta trgu i tu se jednog dana pojavio neki radnik zaposlen u Turkovoj pilani. Taj bi čovjek subotom i nedjeljom, u slobodno vrijeme, oslikavao dna velikih bačava. Bio je samouk, a na tim bačvama slikao je prizore iz seoskog života: žetve, berbe grožđa, svadbe, sajmove, crkvene godove i pučka veselja.

Sâm Svečnjak o tome kaže: "Slikao je tako sjajno da sam ja stajao zarobljen čarolijom njegovog umijeća. Moji su me vršnjaci zvali u igru, ali ja se nisam odazivao. Fasciniran neodoljivom i sugestivnom ljepotom prizora, koji su nastajali pred mojim očima iz kista ovog pučkog majstora, nisam se satima micao od njega. Tada sam dobio želju da i sâm pokušam risati, a risao sam kao većina djece moga uzrasta. Ali imao sam i malo sreće, jer mi je brat moje majke, Štefan Kolenko, namještenik na Šumarskom fakultetu u Zagrebu, inače sušta dobrota od čovjeka, čim je čuo za moju sklonost, počeo redovito slati slikarski pribor, pastele i akvarele, a osim toga pretplatio me na bečki časopis «Jugend». Svaki slobodni trenutak pasionirano sam koristio za crtanje i bojanje. Tako se u meni rodio slikar."
1913. – 1917.	Vilim pohađa pučku školu. Učiteljica mu je Danica Lipovac, koja će ga kasnije podučavati kao privatista za gimnaziju.
1914. – 1916.	 Otac se nalazi na talijanskoj fronti na Soči, odakle se, napose noću, čuje tutnjava topova. Obitelj, koja je u godinama od 1908. do 1911. povećana za još dva člana, proživljava najtežu oskudicu. Kao i velika većina tamošnjeg pučanstva, doslovno gladuje. Prehranjuje se tucanom korom drveća pomiješanom s posijama i neznatnim količinama kukuruznog brašna, što ga dobiva od aprovizacije. 
1916. Otac se vraća s fronte ranjen i bolestan. Posla ima malo i, da bi nekako prehranio obitelj, otac se bavi i švercom duhana. Kako je talijanska vojska okupirala Hrvatsko primorje s Grobničkim poljem i Risnjakom, Vilim sa svojim vršnjakinjama Ružicom Viborny i Mirom Turk, u pratnji oca, kreće pješice na Sušak. Kreću se noću preko Risnjaka. Kako nemaju putnih isprava, probijaju se šumskim stazama. Na Grobničkom polju nailazi na njih talijanska ophodnja i uključuje ih u dugu kolonu uhićenih. Snalažljivošću oca, uspiju se, prolazeći kraj oveće skupine žena i djece, izvući iz kolone i pomiješati s njima. Oko ponoći stižu na Sušak, gdje u iduća dva dana Vilku i njegovim kolegicama polazi za rukom položiti sve ispite s vrlo dobrim ocjenama. 
1917. Vilim na isti način polaže i drugi razred gimnazije na Sušaku. Ocu konačno posao ide dobro, ali on ne odustaje od svojih ambicija i namjera te želi da se vrate u Zagreb i da tamo otvori moderni fotografski atelje. Da bi došao do potrebnih sredstava, u tijeku idućih godina obilazi sva proštenja od Plešaca, Gerova, Prezida, do Cerknice, Rakeka i Kočevja u susjednoj Sloveniji tegleći na leđima fotografsku opremu. Kod puka stječe povjerenje i dobro zarađuje. Za taj novac naručuje iz Beča velike, najmodernije aparate, kakve posjeduju samo najveći zagrebački fotografi onog vremena, kao što su "Mosinger" i "Tonka". U podrumu uređuje najkompletniji fotografski laboratorij. Majka Katarina, brižna i štedljiva, nema smisla za očeve ambicije i stalno mu prigovara da baca novac. Svađe postaju sve teže i za oca nepodnošljive. Truju mu život i volju za rad, što će na kraju dovesti do raspada braka.
Vilim je vrlo osjetljive naravi i teško podnosi napetu atmosferu u kući. Pored toga, pomaže majci. Na svojim rukama odnjihao je obje sestre i najmlađeg brata, brinuo se za njih i obavljao sve kućanske poslove, sve do pranja pelena u hladnoj Čabranki. Malo mu preostaje vremena za igru, risanje i čitanje, što mu je bila posebna strast. Ujak Štefan obilno ga opskrbljuje knjigama primjerenima njegovu uzrastu.
1919. – 1925.	Nastavlja školovanje na Drugoj realnoj gimnaziji u Zagrebu. Tu su mu nastavnici crtanja Krušlin, Angeli Radovani i Zlatko Šulentić. Svi oni zapažaju njegovu darovitost za risanje i akvarel, pa mu savjetuju da se nakon završetka gimnazije upiše na Likovnu akademiju. 
Prve dvije godine od svog dolaska u Zagreb stanuje u podrumskom stanu tete Marice u Boškovićevoj ulici 3, gdje ona obavlja dužnost pazikuće. Njen suprug, Antun Lončarić, kožarski je radnik u tadašnjoj velikoj tvornici, u kojoj je danas smještena Gliptoteka. Nakon što stric Antun umire od tuberkuloze, teta Marica uzima neke podstanare da bi preživjela. U novoj situaciji, Vilko nema mogućnosti za učenje pa traži novi smještaj.
Ljetne i božićne praznike provodi kod kuće u Čabru. U ono vrijeme na relaciji Čabar - Delnice prometuje poštanska diližansa srednjovjekovnog tipa. Kad vlak iz Zagreba kasni, a to se česta događa, napose zimi, diližansa odlazi ne čekajući vlak. Vilim čitav put od Delnica do Čabra, oko 50 kilometara, prevaljuje pješice, s naprtnjačom na leđima u kojoj nosi kući rublje za pranje i skromne darove članovima obitelji. Da situacija bude gora, svaki puta kada bi se vraćao sa školskih praznika u Zagreb, čekalo bi ga neugodno iznenađenje. Gazdarica bi, u međuvremenu, iznajmila sobičak nekom drugom i tako se svaki puta našao na ulici teško nalazeći novi smještaj. Stanovao je u kojekakvim jazbinama i zakucima.
Nakon što mu je otac prestao slati i onu mizernu mjesečnu pomoć, Vilko je prisiljen odlaziti u pučku kuhinju na Tuškancu, gdje je za ručak dobivao besplatno tanjur graha ili ričeta. Da bi nešto zaradio, davao je poduku đacima s lošim ocjenama, uz bijednu naplatu. Od tog novca kupuje knjige, koje strastveno čita zanemarujući učenje, pa u većini predmeta ima najniže ocjene, osim u hrvatskom jeziku i risanju. Njegove sastavke na satu hrvatskog jezika čita profesor Kurbanović pred čitavim razredom kao literarno najuspjelije. Vilka posebno privlači kazalište i mnoge večeri provodi u đačkom parteru.
1925.	Teško obolijeva na srcu i vraća se izmučen kući u Čabar. Zbog bolesti 
gubi godinu dana. Prijatelji Anđelko Štimac, Vladimir Štetić i mlada glumica Jelena Bilbija dovode ga u Zagreb i osiguravaju mu pristojan smještaj i liječenje. Otac, u međuvremenu, napušta obitelj pokušavajući u Zagrebu naći primjerene prostorije za fotografski atelje. Nažalost, sva mu se nastojanja izjalovljuju. Njegova snaga je istrošena, pada u depresiju i, nakon duljeg bolovanja, umire od tuberkuloze.
Majka, koja je uz supruga naučila sve o fotografiranju, počev od snimanja, razvijanja negativa, retuširanja i kopiranja, do izrade fotografija, nastavlja voditi posao i uzdržavati obitelj. Ipak, pati od sramote da ju je muž ostavio te apelira na Vilka da nađe neko rješenje i preseli obitelj u Zagreb.
1926.	Vilim, uz nemale napore i probleme, ostvaruje majčinu želju i dovodi obitelj u Zagreb. Nastanjuju se u sobi s kuhinjom, u Krčkoj ulici 20, na Trnju, gdje će obitelj živjeti sve do majčine smrti.
Kako u jednom sobičku ne može spavati cijela obitelj od pet članova, Vilimu uspijeva da se, pomoću svojih starijih prijatelja studenata, prokrijumčari u Studentski dom u Ilici 83, u sobu, gdje je spavalo ukupno četrnaest studenata. Kada je direktor doma otkrio uljeza i htio ga izbaciti, Vilim ga od toga odvraća tako da mu izrađuje portret u akvarelu.
Student Veselovsky, upravitelj studentske menze na uglu Grškovićeve ulice, nakon dobivenog portreta u akvarelu, omogućuje Vilimu da se besplatno hrani u toj menzi. To su prvi portreti, koje je Svečnjak uspio u životu plasirati i dobiti materijalnu protuvrijednost. Ohrabren tim uspjehom, Vilim će od tada nastaviti s portretima isključivo u akvarelu, jer za uljene bolje, platno i pribor nema novaca, a niti poznaje tehniku rada u ulju. Tako, zapravo, započinje njegova slikarska karijera.
1927.	Upisuje se na Umjetničku akademiju, ali stjecajem okolnosti, ne na slikarski, nego na kiparski odjel. Nastavnici su mu Rudolf Valdec, Frane Kršinić, Ivo Kerdić, a povremeno i Ivan Meštrović. Istovremeno dolazi u doticaj s marksističkom literaturom i, vjerujući u pravedniji i bolji svijet, opredjeljuje se politički za marksističku ideju. Po nalogu Partije, radi kao instruktor u nekoliko kružoka sa srednjoškolcima i mladim radnicima te povremeno drži predavanja u studentskom klubu Svjetlost. Ali policija prati rad njegove ćelije, pa je brutalno uhićen pred očima svoje malodobne braće, za koju se brinuo dok je majka ležala operirana u bolnici. Dok su djeca plakala zaklinjući ga da ne ide, sav novac, koji je našao u džepu dao je petnaestogodišnjem bratu Zlatku i rekao mu: "Pazi na sestre, čuvaj ih i, ako trebaš nešto, moli susjede da ti pomognu, a kad ideš majci u bolnicu ne govori što se zbilo. Ako te pita zašto ne dolazim, izmisli nešto i reci da imam neke veće poslove da bih zaradio, ne brini, ja ću se brzo vratiti."
Nakon premlaćivanja u policiji, otac jednoga od privedenih uspio je namoliti šefa policije, svoga prijatelja, da "zavedene mulce" pusti, što je ovaj na jedvite jade i učinio, zaprijetivši im da će ih sve pobiti, ako ih još jednom uhvati. Prije puštanja održao im je govor otprilike sljedećeg sadržaja: «Vi ste svi obični kreteni i zavedeni mulci, koji mislite da pravite revoluciju i koji vjerujete da ćete biti nekakvi komesari i komandanti. K...c! Ako dođe do revolucije, ja ću biti prvi, koji će ovdje na policijskoj zgradi objesiti crvenu zastavu i opet ću ja biti šef policije. A vas će nagnati u prve redove i, ako ne krepate u blatu i zagnojite zemlju, opet ću vas ja hapsiti i prebijati na mrtvo. A znate za koga? Za ove iste, koji vas vrbuju da raznosite letke i brošure i da pišete parole protiv kralja i buržoazije dok oni u zapećku čuvaju svoje guzice i izmišljaju direktive što treba da radite. Ti vaši kaponje, članovi raznih komiteta, kad dođu na vlast, bit će gori od svih buržuja ovog svijeta. Zar ne vidite što čine u Rusiji? Gaze u krvi do koljena. Momci, pamet u glavu, moji ljudi, ako vas idući puta budu hvatali, neće vas hapsiti, nego će vam pucati u leđa, a u novinama će pisati da ste ubijeni u bijegu.»
1929. Prelazi na slikarski odjel Akademije, gdje će mu nastavnici biti Ljubo Babić, Maksimilijan Vanka, Vladimir Becić, Tomislav Krizman i Marino Tartaglia. Na liniji programa Zemlja, uspostavlja veze s Krstom Hegedušićem i arhitektom Dragom Iblerom. Program grupe bile su sljedeće teze: «Treba živjeti životom svog doba. Treba stvarati u duhu svog doba. Suvremeni život prožet je socijalnim idejama i pitanja kolektiva su dominantna. Umjetnik se ne može oteti htijenjima novoga društva i stajati izvan kolektiva. Jer je umjetnost izraz naziranja na svijet. Jer su umjetnost i život jedno.»
Kasnije Svečnjak kaže da, od svih izvrsnih pedagoga, najviše duguje Ljubi Babiću.
1931.	S Kamilom Tompom i Majom Rukavina, osniva ljevičarski Pučki teatar, kojemu izrađuje statut i program.
1933.	Osniva i uređuje, s Milanom Gecanom, Vladom Habunekom, Franjom Šnajderom i Milinkom Mitrakovićem, također ljevičarski polumjesečnik «Kronika». Zbog političke djelatnosti, ponovno je uhićen, ali ubrzo pušten na slobodu radi nedostatka dokaza.
Nakon završene Akademije, dobiva francusku stipendiju i odlazi u Pariz. Na Sorboni sluša predavanja prof. Schneidera. 

1934.	Na poziv Miroslava Krleže, Svečnjak piše svoj opširni kritički prikaz: "Pariška izložba lijeve umjetnosti", koji mu Krleža objavljuje u petom broju svoga časopisa «Danas». Taj članak predstavlja početak Svečnjakovog prisnijeg kontakta s Krležom.
Sudjeluje na izložbi Zemljaša u Zagrebu, a zatim i Sofiji. Njegov nastup na tim izložbama dovodi ga u središte pažnje javnosti i kritike te dobiva najlaskavija priznanja.
1935.	Izlaže sa Zemljom u Beogradu. Drži predavanja na koja polemički reagira i tadašnji ministar prosvjete, što još više pojačava interes publike za izložbu. Boravi kod prijatelja Franje Schneidera u Srijemskoj Mitrovici gdje, među ostalim, nastaju njegova antologijska djela, Sajam u Mitrovici, Tvornica u Sremskoj Mitrovici, Dvorište u Sremskoj Mitrovici. Iste godine policija zabranjuje djelovanje grupe Zemlja. 
1936.	Članovi zabranjene Zemlje osnivaju Grupu nezavisnih hrvatskih umjetnika. Svečnjak u Banjoj Luci organizira izložbu Grupe hrvatskih grafičara. S prijateljem Vladimirom Švalbom putuje u Haifu i Aleksandriju, obilaze Kairo i Luxor. Vraćaju se preko Braile na Crnom moru. Na povratku, ponovno kod prijatelja Franje Schneidera u Srijemskoj Mitrovici, dolazi mu u ruke upravo tiskana knjiga kajkavske poezije Miroslava Krleže «Balade Petrice Kerempuha.» Nijedna knjiga nije ga u životu potresla kao ova. Odlučuje da svoj doživljaj pretoči u likovne kreacije. Nakon pola godine zamisao je i ostvario.
1937.	U Silvestarskoj noći s 1936. na 1937., na Sušaku, ne želi da sa Švalbinima ide na doček Nove godine. Osjetio je da je došao trenutak kada će realizirati Balade. Ostaje sam u stanu i, sjedeći na podu, okružen bočicama kineskih tuševa u boji, cijelu noć je, kao u transu, risao. Radio je bez predaha takvom silinom da su se crtačka drvca lomila pod rukom. Ideje su stizale i pretjecale jedna drugu, a inspiracija je vodila njegovu ruku sve do zore. Kad su se Švalbini vratili u zoru, imali su što vidjeti. S više od četrdeset izvanrednih crteža u boji bio je prekriven pod i svako slobodno mjesto u sobi.
Od ovih četrdeset listova Balada, sačuvano je svega petnaestak. Sve ostalo pomeo je ratni vihor. U strahu da ustaše ili esesovci ne nađu listove Balada, koje je Svečnjak pohranio kod prijatelja, oni su ih jednostavno spalili. Na isti način propao je velik broj i drugih Svečnjakovih radova nastalih u Zemljaškoj fazi.
1938.	U Splitu, u Salonu Galić, organizira izložbu Hrvatski napredni umjetnici.
Obnavlja rad karlovačkog kazališta postavom i režijom drame Marijana Matkovića «Slučaj maturanta Wagnera». U nakladi zagrebačke Umjetničke biblioteke izlazi Svečnjakova monografska publikacija "Za spas duše" s izabranim radovima od 1934. do 1937. Za vrijeme ljetnih mjeseci, odlazi u Komižu na otoku Visu, gdje nastaju antologijska ulja kao što su Dogovor, Dva ribara, Ljeto, Komiški zaljev, Motiv iz Komiže. Iste godine obilazi Pisu, Firencu i Assisi.
1939.	Priređuje svoju prvu samostalnu izložbu u Umjetničkom paviljonu u Zagrebu.
Osniva i s ostalima uređuje prva tri broja časopisa «Izraz». Za treći broj napisao je polemički prikaz o Krležinom romanu Banket u Blitvi. U tom tekstu nedvojbeno podržava Krležine stavove u pogledu umjetničkog stvaranja, suprotstavljajući se staljinističko-ždanovljevskim argumentima i imperativima poznate harkovske linije. Partijski savjet traži od njega da članak izbaci iz broja, ali to Svečnjak odlučno odbija. Na kraju žučne diskusije Svečnjak, znajući tko stoji iza toga i želi preuzeti njegovo mjesto, daje ostavku pod uvjetom da se članak objavi u cijelosti. Savjet se jednoglasno složio, a od četvrtog broja «Izraz» uređuje Vladimir Bakarić.
1940.	Svečnjak intenzivno slika, a u nakladi knjižare Orbis izlazi monografija Otta Schweitzera: Grafika i ulja Vilima Svečnjaka s 45 reprodukcija. Knjiga je razgrabljena u kratkom roku. Kasnije se pokazalo da je ta studija proročanski predvidjela Svečnjakov umjetnički put. Svečnjak je duboko uzbuđen činjenicom da svega četiri godine nakon što se pojavio na likovnoj sceni Hrvatske, dobiva monografsku studiju o svom radu i to iz pera tako eminentnog znalca i osobe kao što je Otto Schweitzer.
1941.	 Nacistička Njemačka napada Jugoslaviju. U tijeku je progon komunista i pripadnika lijevog pokreta. Zahvaljujući svojoj snalažljivosti i pomoći prijatelja, Svečnjak, nakon raznih dramatičnih situacija, jedva spašava živu glavu i, pomoću falsificirane propusnice, prebacuje se preko Kraljevice na Sušak. Tamo radi sušačke vedute i karakterne portrete.
1942.	 Prijatelji ga skrivaju u prostranoj kupoli hotela «Kontinental». U tom skrovištu slika portrete prijatelja i nature morte. Iste godine Vladimir Švalba upoznaje ga s mladom i lijepom Martom, suprugom doktora Premrua. 
Marta, iz bogate češke obitelji, navikla na život u raskoši, sudbinski se zaljubljuje u mladog i siromašnog, ali naočitog slikara. Tako je uspjela privoljeti svoga supruga da lijekovima i hranom pomaže partizane. Svečnjak je od prvog trenutka fasciniran Martinom ljepotom i inteligencijom. Kako je i sama imala umjetničkog dara za glazbu i likovnu umjetnost, ta je veza postala prirodna i kasnije kulminirala brakom. Svečnjak je do kraja svog života govorio kako se njegova Marta odrekla bogatstva i pošla s njim u siromaštvo i neizvjesnost ratnog vihora.
1943.	 Osuđen na smrt u odsutnosti od strane ustaškog prijekog suda u Zagrebu. Marta mu pribavlja falsificirane dokumente da je građanin Sušaka više od dvadeset godina. Posredstvom generala Castellana,  dobiva dozvolu da mu se dopušta odlazak u Assisi, gdje namjerava kopirati Giottove freske u asiškoj katedrali i istovremeno pisati studiju o tim freskama. Sâm general prebacuje ga svojim autom u Italiju. 
U Assisiju je Svečnjak interniran te se mora javljati Questuri svaka dva dana i ne smije se udaljavati od centra Assisija više od 500 metara. Smješten je u dijelu samostana, gdje su utočište našli Židovi i političke izbjeglice iz raznih krajeva Europe. Zdravlje mu je sve lošije, liječi se od bolesti pluća. Svesrdno mu pomaže mlada redovnica Alfonsina, ali zdravlje mu je sve lošije. 
Marta ne odolijeva njegovim pozivima te se odlučuje na sudbonosni korak. Ostavlja sve, lagodan život i sigurnost te u pratnji priprostog, ali odanog, isluženog žandara Slavka, kreće na put u Assisi. Put je obilježen dramatičnim zbivanjima, koja dostižu vrhunac kada saveznički avioni bombardiraju vlak na mostu Ponte Siere. Oboje iskaču iz vlaka i kotrljajući se niz nasip spašavaju život. U koloni izbjeglica kreću se prema Arezzu i konačno stižu u Assisi.
Godine 1944 bolest se Svečnjaku se naglo pogoršava te se liječi u bolnici. Nastaju asiški ciklusi cvijeća i obiman ciklus monotipia. Portretira Martu u odori asiškog fanta. Slika u pleinairu. Tako nastaju djela: Panorama Assisija, Veliki petak u Assisiju, Uskrsna procesija te motivi iz vrta gospođe Venanzi.
U tom kratkom zatišju stiže mu vijest da mu je, prilikom bombardiranja Zadra, poginula sestra Vilma. Vijest ga strašno pogađa, neutješan je i utučen do bola. Marta ga tjera da riše kako bi mu odvratila misli. I tako na izvoru bola i duševnog rastrojstva nastaje ciklus Bella scrittura, koji će kasnije, 1952. godine, odigrati jednu od presudnih uloga u povijesnom obračunu sa socrealizmom i u otvaranju putova slobodnom likovnom stvaralaštvu na prostoru tadašnje Jugoslavije.
Nakon nečije apsurdne optužbe da Vilim i Marta surađuju s Nijemcima, stiže nalog Savezničke vojne komande u Peruggi za njihovim uhićenjem. Bačeni su u podrumsku tamnicu na hrpu slame. Cijelu noć proveli su pišući svoju životnu povijest, Marta na engleskom, a Vilim na talijanskom jeziku. Idućeg dana zabuna je razjašnjena uz pomoć prijatelja Dr. Sergiacomia i pušteni su na slobodu. Tada se Svečnjak stavlja na raspolaganje Predstavništvu AVNOJ-a u Rimu. Neko vrijeme provodi u Napulju i Bariju, gdje nastavlja s liječenjem te ga prebacuju na slobodni teritorij u Dalmaciji. Upućen je u Rijeku sa zadaćom da obnovi kulturni život Rijeke i Istre. Organizira izložbe i predavanja. Objavljuje političku slikovnicu "Bio jednom jedan kralj".
1946.	 Predaje likovni odgoj u gimnaziji na Sušaku. Osniva podružnicu ULUH-a u Rijeci, kojoj predsjedava do 1951.
1947.	 U izdanju Grafičkog zavoda Hrvatske, izdaje mapu Istarski motivi. Uljima na platnu oslikava poratnu razrušenu Rijeku.
1948.	 Postavlja izložbu dječjeg crteža u Rijeci.
1949.	 Osniva i postavlja Galeriju likovnih umjetnosti u Rijeci, čiji je prvi direktor.
1950.	 Na zidovima škole Brusich i škole na Turniću u Rijeci načinio kazeinske freske.
1951.	 Miroslav Krleža dovodi ga u Zagreb gdje preuzima dužnost glavnog urednika za ilustracije i opremu enciklopedijskih izdanja Jugoslavenskog leksikografskog zavoda. Piše likovne kritike u «Vjesniku» i «Borbi».
1952.	 Samostalno izlaže u salonima ULUH i LIKUM.
Načinio scenografiju za dramu Bratka Krefta «Velika puntarija», koju režira Mladen Škiljan u HNK u Zagrebu.
1953.	 Zdravlje mu se ponovo pogoršava. Liječi se u Sanatoriju za plućne bolesti na Golniku.
Radi kao nastavnik na Akademiji primijenjenih umjetnosti u Zagrebu.
1954.	Svoje radove izlaže na XXVII. bijenalu u Veneciji.
1955.	Samostalno izlaže u Milanu. Izabran za predsjednika LIKUM-a na kojoj dužnosti ostaje do 1957. Radi na scenografiji za Shawovu Svetu Ivanu, koju režira Bojan Stupica u HNK u Zagrebu.
1959.	 Samostalno izlaže u Rimu, u galeriji Palazzo delle esposizioni. Upoznaje generala prof. Umberta Nobila (poznati polarni istraživač), koji ga prima u svojoj rezidenciji u Scauri. Ondje nastaju izvanredni impresionistički talijanski krajolici.
1960.	 U nakladi knjižare «Naprijed» objavljena monografija "Svečnjak", za koju je predgovor napisao Josip Depolo. Iste godine samostalno izlaže u Italiji, u Bassano del Grappa.
1962.	 Osnovao grupu Ars.
1964.	 Samostalno izlaže u Švicarskoj u Lausanni.
1966.	 Izlaže u Veneciji i postaje članom Europskog društva za kulturu.
1968.	 Osniva Aktiv za likovnu kulturu Hrvatske pri Gradskom komitetu SKH u Zagrebu te obnaša dužnost sekretara tog aktiva do 1971. Retrospektivna izložba (1934. – 1968.) u Modernoj galeriji Narodnog muzeja u Zadru.
1969.	 U Bolu na Braču kupio staru kamenu kuću u kojoj boravi preko ljeta i slika isključivo krajolike.
1970.	 Priređuje izložbu u Bolu -  Bolski motivi.
1972.	 Odlikovan Ordenom zasluga za narod sa srebrnim vijencem i Ordenom bratstva i jedinstva sa srebrnim vijencem.
1974.	 Ponovno izlaže u Italiji, u Bassano del Grappa, ovaj puta bolske motive. Uvod napisao prof. Dino Formaggio s naslovom "Il canto di Bol nella pittura di Vilim Svečnjak".
1975.	Započeo ciklus aktova i studija aktova.
1976.	Samostalno izlaže u Zemunu na temu Pejzaž i veduta.
1977.	Na inicijativu grupe kulturnih djelatnika organizirana retrospektivna izložba (1927-1977) u Umjetničkom paviljonu u Zagrebu.
1978.	Samostalno izlaže u Kumrovcu pod nazivom «Titu u čast», Politička škola SKJ «Josip Broz Tito».
1979.	Samostalna izložba «Slikar i njegovi modeli (uz tribinu društva književnika Hrvatske) u izložbenom prostoru «Chromos», Zagreb.
Iste godine sudjeluje na izložbi «Inspiracija - žena», Dom kulture, Banja Luka te na izložbi slikara Baranjske umjetničke kolonije, Muzej Batinske bitke, Batina.
1980.	Sudjeluje na izložbi «Zemlji u čast» (povodom pedesete obljetnice utemeljenja likovne grupe Zemlja, Izložbeni salon Doma JNA, Zagreb.
1981.	Likovni annale (izložba umjetnika iz Bola i onih koji Bol redovno posjećuju), Bol. Iste godine samostalna izložba «Zemlji u čast», Galerija Zodijak, Osijek.
1982.	Samostalna izložba «Pejzaž i veduta», Salon Premzl u Splitu.
1985.	Samostalna «Izložba portreta» u Radničkom sveučilištu Moša Pijade u Zagrebu.
1987.	Samostalna izložba «Slikar našeg trenutka», Galerija Instituta «Ruđer Bošković» u Zagrebu. Skupna izložba i aukcija u zrakoplovu, «Galerija nad Atlantikom». Stalni postav Donacije Vilima Svečnjaka u Domu kulture u Čabru. Samostalna izložba u Salonu «Maja» u Zagrebu. Samostalna izložba u Galeriji «Lerota» u Ljubljani. Samostalna izložba u Galeriji Kaptol u Zagrebu. Samostalna izložba u Galeriji «Art studio» u Zagrebu.
Godine 1988. izabran je za redovitog člana Akademije znanosti i umjetnosti. Iste godine samostalno izlaže u Galerijskom prostoru knjižare «Naprijed» u Zagrebu. Samostalna izložba «Portreti i studije», u Galeriji «Amadeo» u Zagrebu. 
Za redovitog člana Akademije znanosti i umjetnosti izabran je 1988. godine
1989.	Samostalna izložba «Monotipije», u Galeriji «Miroslav Kraljević» u Zagrebu. Samostalna izložba «Gradu u čast» u Izložbenom salonu Muzeja Međimurja u Čakovcu. 
Sudjeluje na izložbi povodom 60. obljetnice grupe Zemlja u galeriji «Miroslav Kraljević» u Zagrebu. Samostalna izložba «Mali formati» u Galeriji Frankopan u Zagrebu. 
Samostalna izložba «Talijanski motivi» u Talijanskom kulturnom centru u Zagrebu. 
«Pejzaž Hrvatskog zagorja u modernom hrvatskom slikarstvu», skupna izložba u Muzeju seljačkih buna u Gornjoj Stubici. 
Samostalna izložba u Galeriji Decumanus u Krku.
1990.	Darovnim ugovorom Marta i Vilim Svečnjak darovali su Gradu Zagrebu 842 djela (slike, crteži, grafike, kolaži), grupirana u dvije zasebne cjeline pod nazivom Donacija «Zemlja» i «Memorijalna zbirka Marta i Vilim Svečnjak», pod uvjetom da se koriste kao javna spomenička vrijednost za kulturne i znanstvene potrebe. Ugovoreno je da će donacija Zemlja biti trajno smještena u Muzej donacija nakon njegova osnivanja, a «Memorijalna zbirka Marta i Vilim Svečnjak» ostat će smještena u stanu donatora,  koji bi Grad Zagreb trebao urediti kao galerijski prostor.
Do danas, dakle 17 godina od potpisivanja ugovora, Grad Zagreb nije stan uredio kao memorijalnu galeriju niti zbirku u tom prostoru prezentirao javnosti.
Iste godine Vilim je darovao Hrvatskoj akademiji znanosti i umjetnosti 50 djela.
1992.	Samostalna izložba «Motivi Hrvatskog zagorja u slikarstvu Vilima Svečnjaka» u Muzeju seljačkih buna u Gornjoj Stubici. 
Skupna izložba «Hrvatska moderna», s radovima sedamdesetero umjetnika, nastalih u razdoblju od posljednjeg desetljeća 19. st. do početka II. svjetskog rata, Moderna galerija u Rijeci.
Marta je nepokretna, leži u svojoj sobi uz kućnu njegu patronažnih sestara.
Zbog opće slabosti i problema sa šećerom 1. siječnja 1993. smješten je u bolnicu. Marta umire 11. siječnja, ali mu rodbina i prijatelji o tome ne govore znajući da bi ga to teško pogodilo. Pomalo gubeći orijentaciju u vremenu i prostoru, umire u bolničkom krevetu 3. lipnja 1993., u 87. godini života.
Svoju privatnu imovinu i likovna djela koja ne pripadaju donacijama, oporučno je ostavio isključivo svojoj nećakinji (djece nije imao), koja se za njega i Martu brinula nekoliko godina prije smrti.

## Vanjske poveznice
- Vilim Svečnjak, Hrvatska akademija znanosti i umjetnosti